# 穆格音樂
穆格音樂公司（Moog Music Inc.）是一家美國電子樂器製造商，成立於1953年。世界上第一個商用合成器Minimoog由該公司開發於1970年。

## 歷史
它由羅伯特·穆格和其父一起成立於1953年，當時叫做“R.A. Moog Co. ”。1971年，它被muSonics收購，並改現名。1973年，它又被諾林樂器（Norlin Musical Instruments，即吉普森）收購，穆格也繼續在該公司工作。它當時的競爭對手是ARP樂器，ARP迅速佔領市場，到1975年已經將穆格樂器踢出局。1977年羅伯特·穆格自己創立了Big Briar公司。1987年穆格音樂破產。2002年，其商標又回到羅伯特·穆格名下，穆格將Big Briar改回穆格音樂，繼續經營。

## 產品

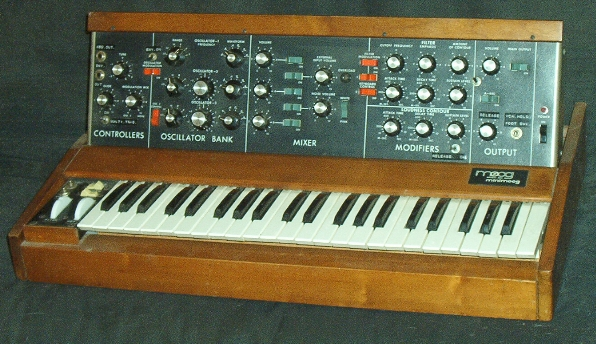
Minimoog，1970

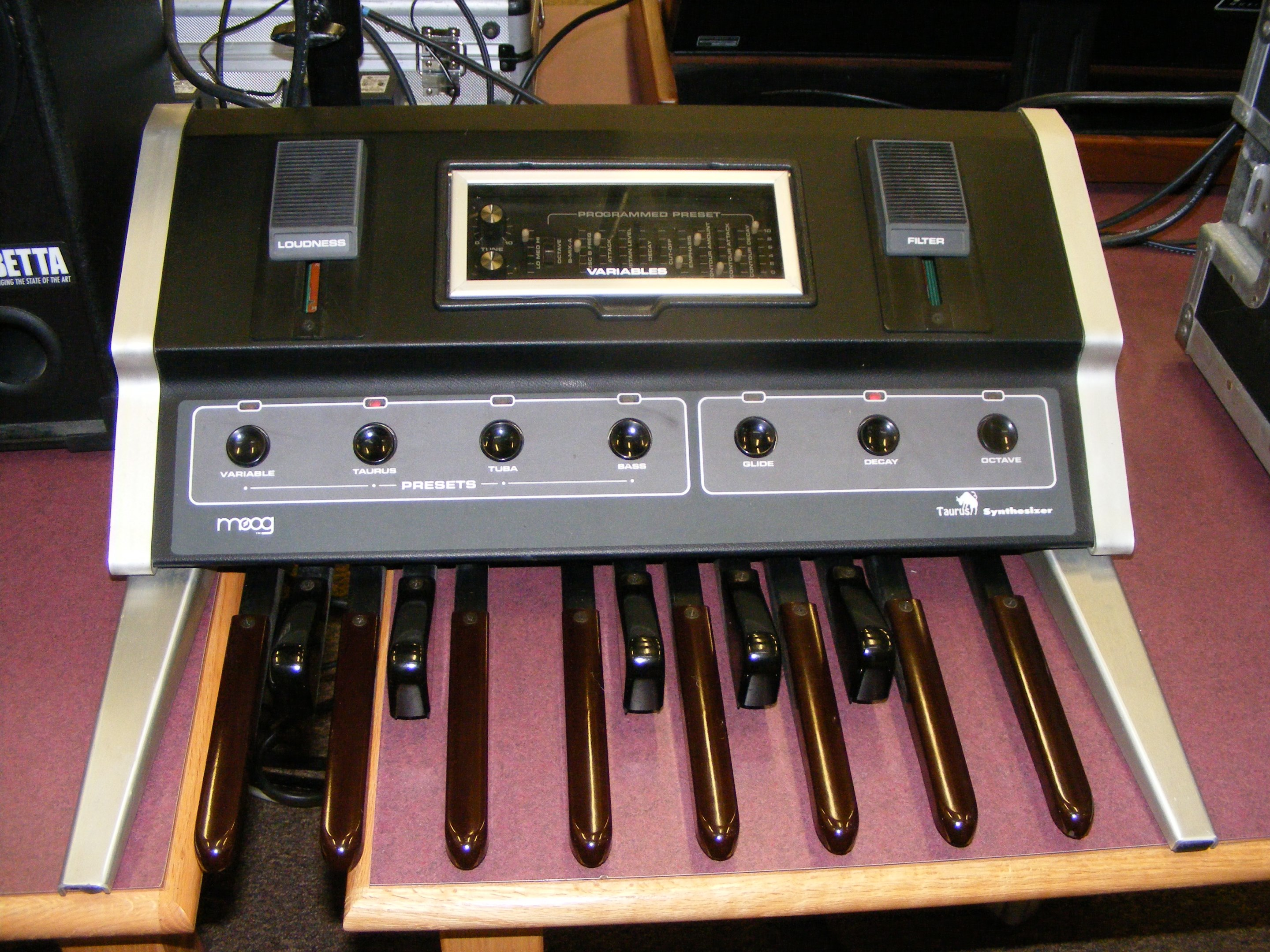
Moog Taurus

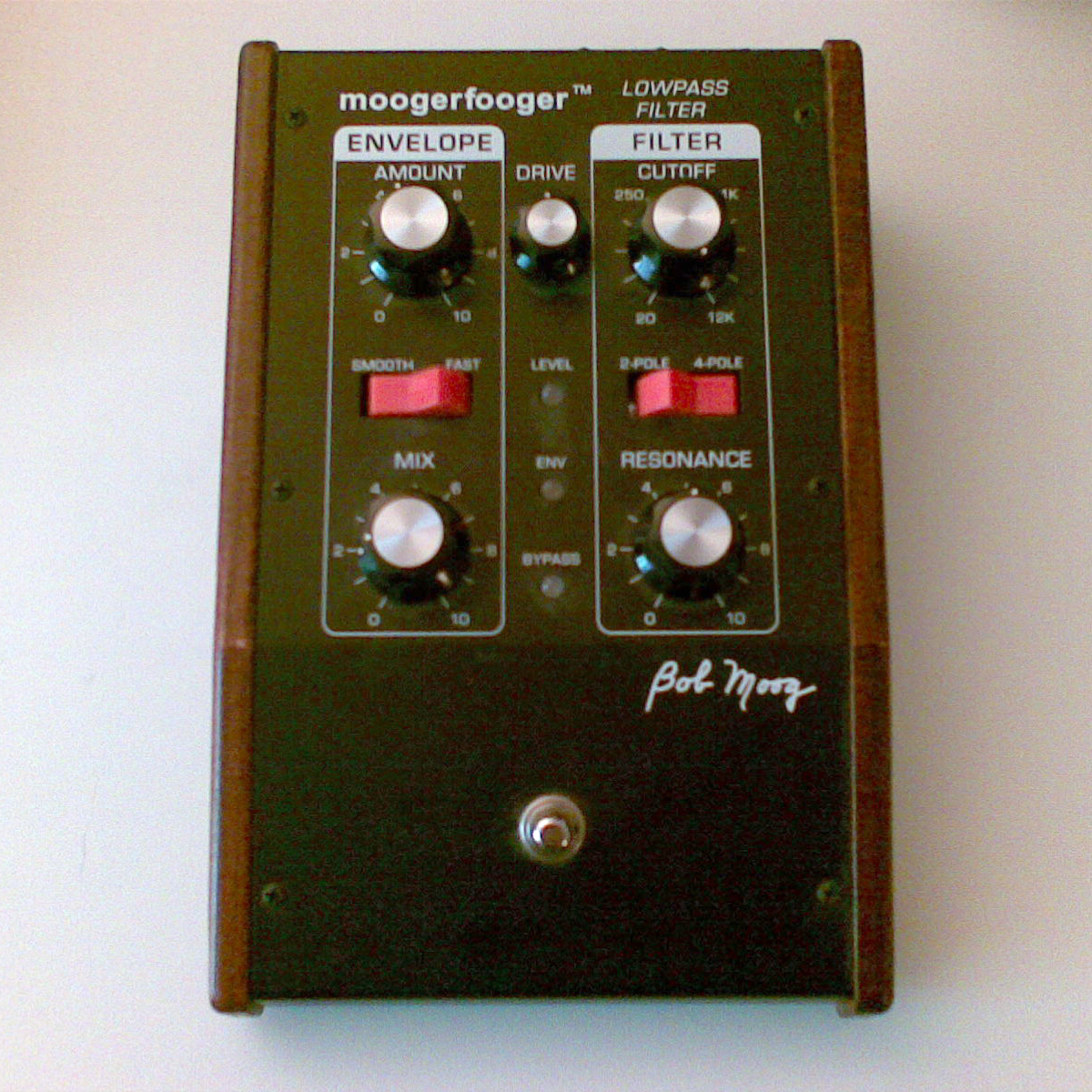
Moogerfooger

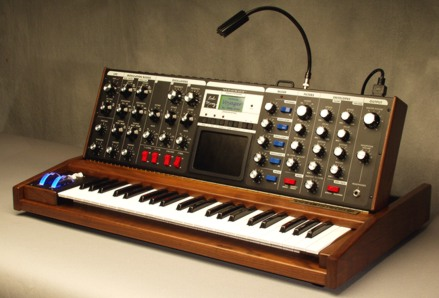
Minimoog Voyager，Minimoog的升級版

- Moog Modular系列（1963–80，2015年至今）
- Minimoog（1970–81，2016年至今）
- Moog Satellite（1974–79）
- Moog Sonic Six（1974–79）
- Minitmoog（1975–76）
- Micromoog（1975–79）
- Polymoog（1975–80）
- Moog Taurus（1976–83）
- Multimoog（1978–81）
- Moog Prodigy（1979–84）
- Moog Liberation（1980）
- Moog Opus 3（1980）
- Moog Concertmate MG-1（1981）
- Moog Rogue（1981）
- Moog Source（1981）
- Memorymoog（1982–85）
- Moogerfooger（1998–2018）
- Minimoog Voyager（2002–15）
- Moog Little Phatty（2006–13）
- Slim Phatty（2010–14）
- Taurus 3（2011）
- Moog Minitaur（2012）
- Sub Phatty（2013）
- Moog Sub 37（2014）
- Moog Werkstatt-Ø1（2014）
- Emerson Moog Modular（2014）[3]
- Mother-32（2015年至今）[4]
- Moog Subsequent 37 CV（限量版）
- Moog Subsequent 37（2017）
- Moog DFAM（限量版）
- Moog Subharmonicon（限量版）
- Moog Grandmother（2018年至今）
- Moog One（2018年至今）
- Sirin: Analog Messenger of Joy（2019年至今）[5]
- Moog Matriarch（2019年至今）

## 外部連接
- 官方网站
- History of Moog Music
- The Moog Archives （页面存档备份，存于）
- The Bob Moog Foundation （页面存档备份，存于）
- Moog Guitar info （页面存档备份，存于）
- VST Little Phatty Editor for Mac and Windows. （页面存档备份，存于）
- Moog Greek distributor （页面存档备份，存于）
- NAMM Oral History Program （页面存档备份，存于） Interview with Mike Adams (2010)
- - Moog Music, Inc.的商業數據：Google Finance
  - Yahoo! Finance
  -  Hoover's